# 浅間山古墳 (高崎市)
浅間山古墳（せんげんやまこふん）は、群馬県高崎市倉賀野町にある前方後円墳。国の史跡に指定されている。
群馬県内では太田天神山古墳（太田市）に次ぐ第2位、ひいては関東地方では太田天神山古墳、舟塚山古墳（茨城県石岡市）に次ぐ第3位の規模の古墳である。4世紀末から5世紀初頭頃の築造と推定される。また、付近には大鶴巻古墳や大山古墳、佐野長山古墳(消滅)など、13基の前期古墳が集中しており、倉賀野(佐野)古墳群を構成している。

## 概要

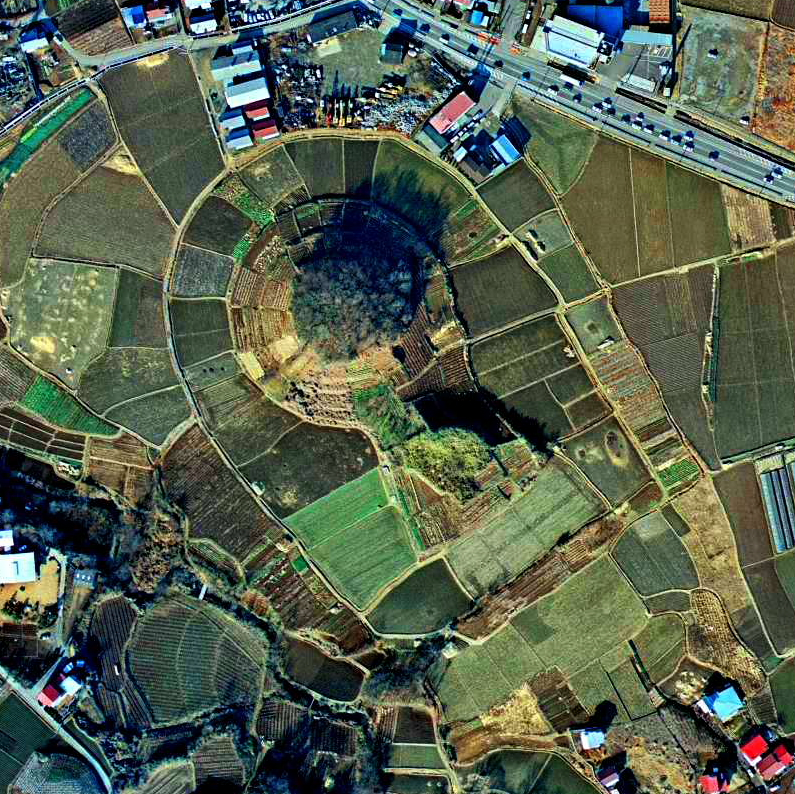
浅間山古墳の空中写真（1974年）
ステレオ写真はこちら

高崎市の東南の平野部に位置する前方後円墳である。付近には古墳時代初期から後期にかけての古墳群（倉賀野古墳群）が形成され、大鶴巻古墳（墳丘長123メートル、国の史跡）・小鶴巻古墳（墳丘長87.5メートル）などの前方後円墳が存在するが、本古墳はそれらの中でも最大規模を有する。
また築造当時では東日本最大の規模で、群馬県内では太田市の別所茶臼山古墳（宝泉茶臼山古墳、墳丘長168メートル）と共にこの時期を代表する前方後円墳とされる。特に墳形は奈良県奈良市の佐紀陵山古墳の5分の4相似形の設計と見られ、佐紀が中心を成した頃のヤマト王権と被葬者との密接なつながりが指摘される。
古墳は前方部を南東に向ける。墳丘のうち後円部は3段築成、前方部は2段築成で、表面には葺石が葺かれ、円筒埴輪および形象埴輪（器財・家形埴輪）が並んでいたと考えられている。埋葬施設は明らかでないが、竪穴形の粘土槨である可能性が指摘されている
また、この古墳は倉賀野･佐野古墳群に属しており、群中最初に作られたとされている。
倉賀野・佐野古墳群の主な古墳
- 倉賀野古墳群
  - 浅間山古墳(前方後円墳、171.5m)
  - 大鶴巻古墳(前方後円墳、123m)
  - 小鶴巻古墳(前方後円墳、87.5m)
  - 大山古墳(円墳、54m)
  - 茶臼山古墳(円墳、消滅)
  - 庚申塚古墳(円墳、46m)
  - 一本杉古墳(円墳、25m、消滅)
  - 安楽寺古墳(円墳、20m)

- 佐野古墳群
  - 寺前1地区A-4号墳(前方後方墳、29m)
  - 長者屋敷天王山古墳(不明、45m)
  - 漆山古墳(前方後円墳、約60m)
  - 御堂塚古墳(前方後円墳、68m、ほぼ消滅)
  - 蔵王塚古墳(円墳、47m)
  - 長山古墳(前方後円墳、不明)
  - 観音山古墳(円墳、不明)
  - 越後塚古墳(前方後円墳、130m以上)[5]

## 埋葬施設
現時点では不明。なお、明治時代に周辺住民による埋葬施設の捜索が行われ、後円部墳頂付近で埋葬施設と思われる集石が見つかっている。また、この石の一部に朱塗りの櫟が確認されたため、埋葬施設は竪穴石室だったという説が有力である。副葬品はまだ見つかっていない。

## 規模
- 墳丘長：171.5メートル[6]
- 後円部 - 3段築成。
  - 直径：105メートル
  - 高さ：14.1メートル
- 前方部 - 2段築成。
  - 長さ：66.3メートル
  - 幅：74.8メートル
  - 高さ：5.5メートル

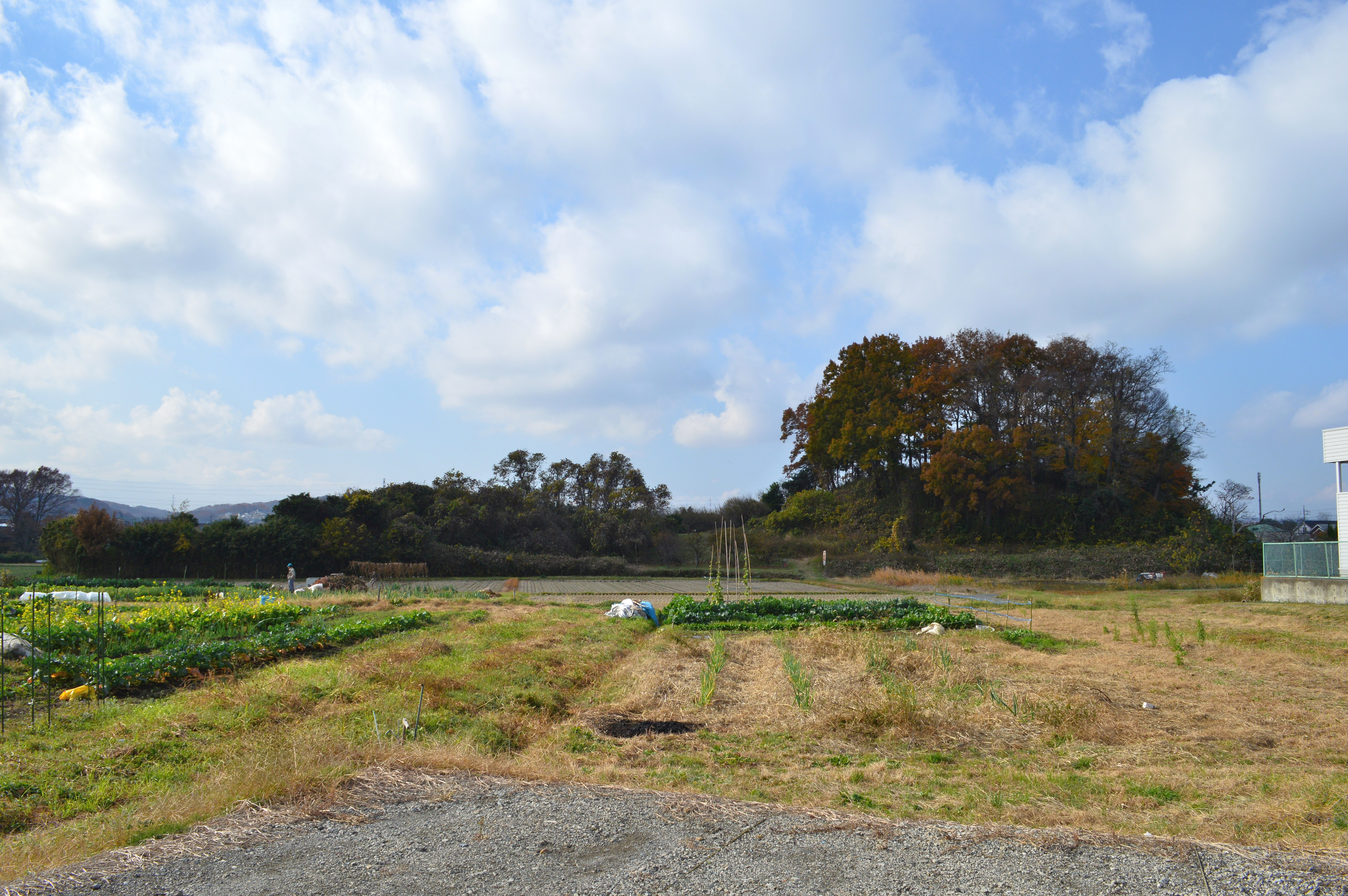
東方より全景（左に前方部、右に後円部）

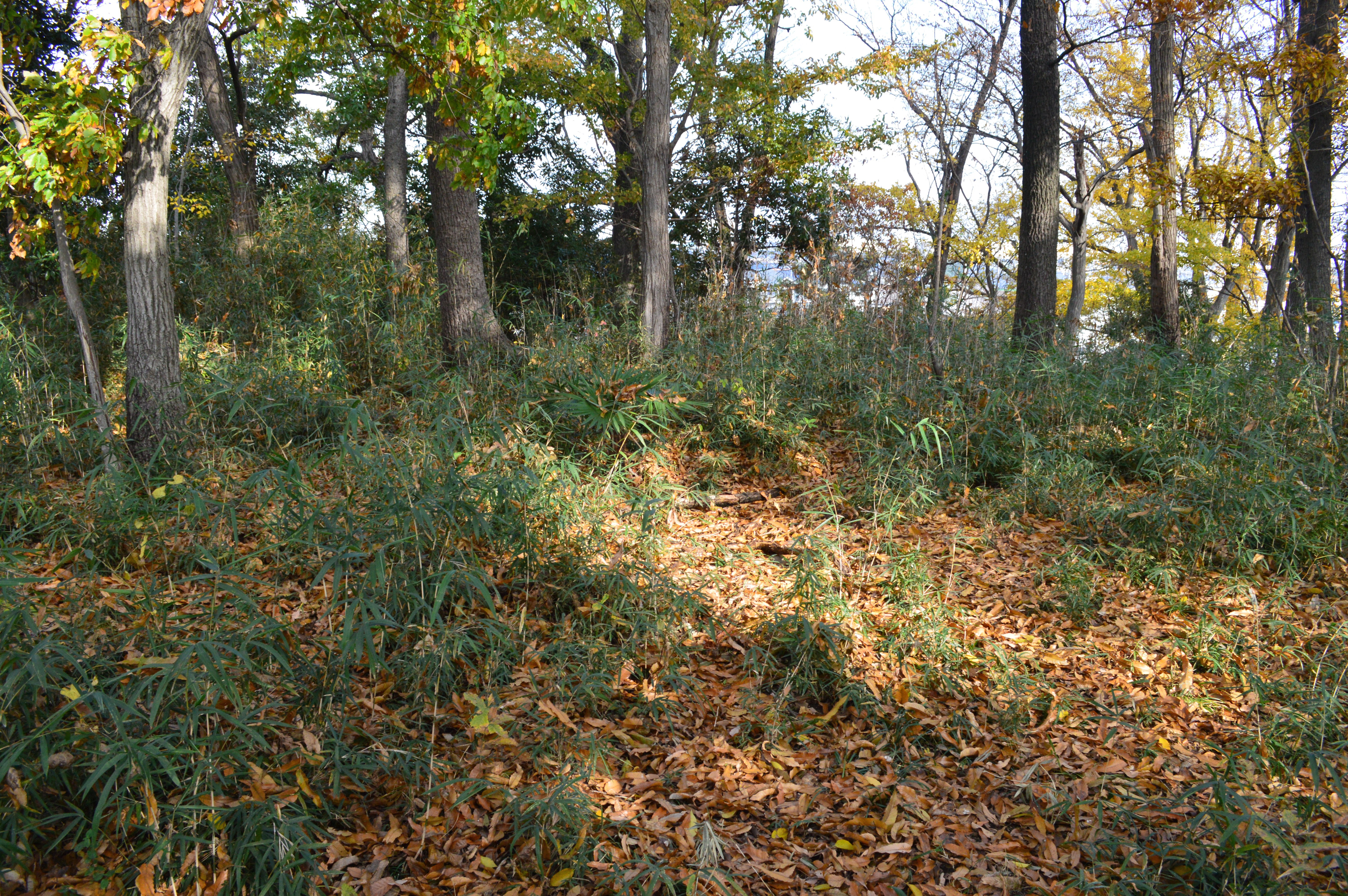
後円部墳頂

古墳周囲には幅約30メートルの周濠、その外側に20 - 30メートル幅の中堤が巡らされ、さらに外濠（56-65メートル）も巡らされている。堀も含めた全長は250メートル、幅170メートルに達するものになる。

## 文化財

### 国の史跡
- 浅間山古墳 - 昭和2年4月8日指定[7]。